# Joás de Israel
Joás (hebreo: יהואש, Yəhō’āš, "Yahw sostiene", hebreo israelí: אשיהו  ’Āšīyāhū, "sostiene Yahw", griego:Ιωας Iōas, latín: Joas) fue un rey de Israel. William F. Albright ha fechado su reinado entre 801 y 786 a. C., mientras que E. R. Thiele ofrece las fechas entre 798 y 782 a. C.

## Narrativa bíblica
La Biblia lo describe como hijo y sucesor de Joacaz, de la dinastía de su abuelo Jehú. A diferencia de su padre, Joás fue un guerrero de éxito. Reinó por 16 años, siendo el decimosegundo rey de Israel, y el tercer rey de la dinastía de Jehú. Comenzó a reinar en el 798 a. C., que era el año 37 de Joás, rey de Judá. 
Aunque no quitó los becerros de oro de Jeroboam I, seguía aún la religión nacional de Israel. Cuando el profeta Eliseo estaba agonizando, Joás fue a verlo. Ahí el profeta Eliseo lo hizo disparar una flecha en dirección a Siria, y golpear el suelo, a lo que Joás accedió, pero solo lo hizo 3 veces. Por ello el profeta le dijo que sólo derrotaría a Siria 3 veces. Lo que se cumplió cuando Joás derrotó 3 veces a Ben-Hadad III y saqueó varias veces Damasco, y como consecuencia Joás recuperó todos los territorios que su padre había perdido.

### Relaciones con Judá
En un principio, sus relaciones con el Reino de Judá habían sido buenas, a tal punto que Joás accedió a que 100 000 de sus soldados acompañaran a Amasías, el rey de Judá, a una campaña contra los edomitas, pero por palabra de Yahweh fueron devueltos a su país. 
Indignados, los soldados israelitas hicieron desmanes en Judá y asesinaron a 3000 personas. Volviendo Amasías de su campaña en Edom, le declaró la guerra a Joás, a lo que el respondió con una metáfora, comparando el cedro (el mejor árbol), para simbolizarse a él, y el cardo (el peor árbol) simbolizando a Amasías, con la clara intención de comparar su victoria contra Siria, un reino fuerte y la victoria de Amasías sobre Edom, un reino débil. 
Joás también le advirtió a Amasías que perdería la batalla, pero Amasías no escuchó la advertencia por lo que siguió en su plan de guerra, enaltecido por su victoria ante los edomitas.
Joás obtuvo una gran victoria ese día en Beit-Shemesh, incluso tomando prisionero a Amasías y llegando a Jerusalén, para lo que derribó gran parte de la muralla, retirándose después con un gran botín.
Probablemente su hijo Jeroboam estuvo como su corregente por los años 793 a .C hasta 782 a. C. El mismo Jeroboam lo sucedió en el trono. Fue enterrado en Samaria, en las tumbas reales.

## En la arqueología
En la primera mitad del siglo IX a. C., los reyes asirios Aššurnasirpal II y Salmanasar III expandieron su Imperio a través del Éufrates hasta el mar Mediterráneo. La estela al-Rimah del rey  Adad-Nirari menciona a "Joas el Samaritano", entre los reyes que le pagaron tributo, es la primera mención cuneiforme de Samaria con ese nombre 𒅀𒀪𒋢 Yahʾšu. El estado vasallo le sirvió para expandirse y ganar varias batallas.
Después, hubo una crisis en Asiria y la expansión se interrumpió, pero el nieto de Šalmaneser, Adad-Nirari III , reanudó la ofensiva occidental.
Según el Tanaj, los israelitas habían adoptado la religión cananea apartándose del dios nacional de Israel Yahweh. 
Por su rebeldía e infidelidad, Yahweh entregó a los israelitas "en manos de los asirios". Bajo el yugo extranjero, Israel volvería a ser fiel y Yahweh enviaría un guerrero para liberar al pueblo del dominio extranjero.

Y dio Yahveh un salvador a Israel que los sacó de las manos de los sirios, y habitaron los hijos de Israel en sus tiendas, como antes.
2 Reyes 13